# Davalijevke
Davalijevke (lat. Davalliaceae), porodica papratnjača u redu osladolike. Ime je dobila po rodu davalija (Davallia). Pripada joj 65*4 vrste unutar jednog roda raširenih po suptropskim i tropskim područjima Pacifika, Australije, Afrike i Azije.
Vrste u rodu davalija imaju vunasto dlakave rizome koji puze po tlu, i nalik su na tarantulu, pa je ova biljka nazvana i pauk biljka i stopalo paprati.
U najnovijoj reviziji Tsutsumi et al. (2016) svi su rodovi (Araiostegia, Davallodes) spojeni u jedan Davallia sensu lato. Gymnogrammitis i Leucosoria su preseljeni u druge porodice. Neki autori, kao i kod drugih rodova, radije ne spajaju sve u jedan čudovišni rod, pa drže rod Davallodes odvojen.
Vrste navedene u bazi podataka: 64.

## Opis
Davalliaceae, porodica paprati “zečje šape” (red Polypodiales), koja sadrži jedan rod (Davallia) od 65 vrsta. Porodica je uglavnom ograničena na tropske krajeve, posebno u Starom svijetu. Nekoliko vrsta uzgaja se kao ukrasno bilje u staklenicima i domovima, često u visećim košarama koje s vremenom budu prekrivene mrežom dlakavih rizoma.
Većina vrsta su epifiti s dugim puzavim uočljivo i gusto ljuskastim rizomima. Morfologija lista je varijabilna, u rasponu od jednog do nekoliko puta perasto složenog. Sorusi (nakupine struktura koje proizvode spore) variraju od kružnog preko hemisferičnog do bubrežastog oblika i kod većine rodova smješteni su duž rubova listića ili dijelova lista. Prekriveni su membranskim zaštitnim režnjem tkiva (induzij). Spore su grahaste (obostrane).

## Rodovi
1. Davallia J.E.Sm. (50 spp.)
2. Davallodes (Copel.) Copel. (14 spp.)

## Vanjske poveznice
|  | Zajednički poslužitelj ima još gradiva o temi Davalliaceae |
|  | Wikivrste imaju podatke o taksonu Davalliaceae             |